# 1-я Красноказачья улица (Иркутск)
1-я Красноказачья улица (бывшая Красноказачья, 1-я Казачья, Казакская, Казацкая) — улица в Правобережном и Октябрьском округах Иркутска, оканчивается на стыках с улицами Ямской и Трилиссера, пересекает Трудовых Резервов, Красных Мадьяр и Советскую, соприкасается с Плеханова, Култукской и Лызина.

## История
Название, по-видимому, ей было дано в честь казарм Иркутской казачьей сотни, которые располагались на ней против Успенской церкви. В 1889 году на улице было окончено строительство каменного здания Успенского училища по проекту архитектора В. А. Рассушина (ныне Центр развития дополнительного образования детей). Наименование «Красноказачья» улица получила 5 ноября 1920 года по распоряжению Исполнительного комитета Иркутского городского Совета рабочих и красноармейских депутатов. Далее стала называться 1-й Красноказачьей.